# Зденка Живковић
Зденка Живковић (рођ. Кортусова; Блахов код Стаха, 15. октобар 1921 – Београд, 8. април 2011) јесте кописта фресака, сликарка, конзерватор, рестауратор и почасна председница Чешке беседе у Београду.

## Биографија
Зденка Живковић (девојачко Кортусова), рођена је 15. октобра 1921. године у селу Блахов код Стаха у Јужночешком крају, у Шумави. У Чехословачкој је завршила два разреда основне школе и 1930. године са мајком, два брата и сестром долази у Београд код оца, који је као уметник радио на унутрашњој декорацији Народне скупштине Краљевине СХС, данашње Народне скупштине Србије. Школовање започето у Чехословачкој наставља исте године у новосаграђеном Чешком дому у Београду, где се налазила Чешка основна школа. По завршетку Чешке основне школе постаје члан Клуба Чехословачке омладине у коме се усавршавало знање чешког језика, училе се чешке народне песме и игре, неговала се чешка култура.
Зденка Живковић је Академију ликовних уметности у класи Недељка Гвозденовића завршила у Београду 1948. године. Наредне, 1949. године, почела је да се бави копирањем фресака, заједно са супругом Браниславом, као члан тима који су подучавали француски стручњаци – кописти: Елизабет Фор (Elizabeth Faure), Марта Фландрен (Marthe Flandrin), Ирена Месдрикоф (Irene Mesdrikoff), Андре Рењо (Andre Regnault), Марсел Нико (Marcel Nicaud), Леон Рафен (Leon Raffin), Шарл Було (Charles Bouleau), Максим Рие (Maxime Rihet), под руководством Пола Венсана (Paul Vincent). Циљ ове обуке било је оснивање „Музеја фресака“. Преузету француску технологију (копија као секо фреска, на платну препарираном материјалом који квалитетом и текстуром подражава зид) унапредила је, заједно са другим ученицима, увођењем пигмената који су коришћени и у средњем веку, уместо модерне темпере. Године 1968, је завршила и специјализацију на Академији лепих уметности у Прагу код проф. Сланског.
Учествовала је на откривању, конзервацији и рестаурацији живописа у Богородици Љевишкој, као и у Светом Спасу у Призрену, где је начинила и обимну конзерваторску фото-документацију.
Основна институција у којој је радила јесте Галерија фресака. Основала је и била руководилац сликарског атељеа, а поред Наде Комненовић-Антић била је и иницијатор израде новог депоа са системом чувања копија. После почетака у Богородици Љевишкој и Дечанима, (1952–1953) задатак јој је био да копира фреске Каленића (1957–1958) о којима је изјавила да су у тој мери другачијег колорита и сликарског поступка да су биле прави изазов. После Руденице (1959), Ризе Богородичине у Бијелој у Боки которској (1959) ради у Ресави (1960–1962, 1964) што је за плод имало, током копирања пророка, „раздвајање руку“ сликара Манасије, заједно са тимом историчара уметности који је предводио Војислав Ђурић.
У оквиру рада у Галерији фресака произашла су два нарочито значајна пројекта. Први се односио на рад са оригиналним фрагментима фресака, пронађеним током археолошких радова. Радила је и на фрагментима фресака из Дежеве, Кончулића, Постења, Станичења, Св. Теодора из Жиче. Други пројекат састојао се од копирања фресака у црквама у рушевинама. Објављен је у каталогу изложбе из 1980. године, под називом „Копије фресака из српских средњовековних цркава у рушевинама“. Каталог прате текстови Наде Комненовић и Зденке Живковић, чији је текст о пигментима, њиховим својствима, нијансама добијеним њиховим мешањем, постојаности и отпорности, као и променама које доносе ватра, вода и друге недаће и данас усамљен. 
На сликарству Сопоћана опробала се први пут 1965. године. Године 1967, копира Ватиканску икону. На пут креће са већ припремљеном подлогом, а прве потезе четкице наноси гледајући икону кроз витрину, што је касније омогућило придобијање симпатија и изношење реликвије пред њу. Сликарство Сисојевца копира 1969. године. Поред акција на спашавању фресака са фасада Светог Спаса у Призрену, фрагмената фресака из Богородице Љевишке, као живописа из Бијеле, копирање Сисојевца ће је учврстити у намери да се копијама документују и спасу угрожени споменици, што ће у виду пројекта остварити заједно са Надом Комненовић.
Зденка Живковић је у Галерији фресака створила 155 инвентарна броја, укупно 314 копија, што је преко 20% фонда, и 1.000 квадратних метара копија фресака.
Испред организационог одбора за представљање Југославије на Светској изложби у Монтреалу 1967. године Зденка Живковић је предложила излагање спојених копија готово целог западног зида наоса Студенице. Сама је ископирала студеничко Распеће (5x4 m) и сопоћанско Успење Богородице, величине 38,5 m², које је трајао седам месеци. Ове копије фресака излагане су на Унесковој изложби „Копије и репродукције ремек дела европске уметности“ у Каиру 1969. године, као и на изложби „Уметност у свету у 1200 години“ 1970. године у Метрополитен музеју у Њујорку. У том периоду насликала је и колекцију копија фресака српског средњовековног сликарства од 12. до 15. века за Музеј Вандербилт универзитета у Нешвилу.
Године 1968, завршила је и специјализацију на Академији лепих уметности у Прагу код проф. Сланског. У оквиру конзерваторског рада постигла је највеће звање – саветник конзерватор.
Под њеним руководством деловала је и школа старих сликарских техника у манастиру Сопоћани, коју је основала 1976. године и кроз коју је прошао велики број југословенских и страних уметника. Поводом 15 година рада ове школе приредила је 1994. године у Педагошком музеју у Београду изложбу под називом „Копије фресака: поводом 15 година рада школе старих сликарских техника“.
Тематску изложбу „Сопоћански анђели“ приредила је у Галерији фресака 1986. године. Пет деценија рада обележила је изложбама са новим експонатима, као и онима са ранијих изложби „Човек, природа и предмети“ и „Сеоски надгробни споменици“, у Београду и Новом Саду 1999–2000. године. Изложба „Сеоски надгробни споменици“ (из Ариља и околине), приказана 1956. у Паризу, данас је власништво Етнографског музеја у Београду. Приредила је и изложбу „Фреске са манастирских зидова“ у Галерији Сингидунум 9. новембра 1999. године.
Зденка Живковић је један од иницијатора, организатора и оснивача Друштва конзерватора Србије, које јој је ценећи њен допринос заштити културног наслеђа доделило Награду Друштва конзерватора Србије у 1982. години, како стоји у извештају Ивана Здравковића, за дугогодишњи предани и успешан рад на заштити и копирању зидних слика, за њихово популарисање у земљи и ван ње, чиме су проширена сазнања о њиховој вредности и лепоти; за проучавање сликарских техника и нова открића, за несебично преношење искуства млађим сарадницима. По успостављању Награде Друштва конзерватора Србије, Зденка Живковић је увела обичај да се уз диплому награђеном додели и копија фреске, бирајући мотив према личности колеге.
Одржала је велики број предавања и објавила читав низ радова из области копирања и конзервације фресака у Галерији фресака, Институту за историју уметности у Загребу, Скопљу, Прагу и Нешвилу. Учествовала је са рефератима на стручним састанцима Друштва конзерватора Србије. Низ година била је члан Одбора за доделу награда и признања Друштва конзерватора Србије, Комисије за расподелу средстава за конзерваторске радове при Министарству за културу, Комисије за доделу награда Вукове задужбине.
Заједно са супругом Браниславом ископирала је 150 детаља са фресака Богородице Љевишке које су излагане широм света на изложби „Човек, природа и предмети“. Зденка и Бранислав Живковић су и аутори каталога. У предговору каталога Светозар Радојчић, у тексту писаном 1965. године, наглашава да су аутори сами успешно изабрали мотиве за копирање. Изложба је била конципирана као антитеза репрезентативним галеријама копија које задржавајући формате и замах великих фресака широким гестом, отварају погледе у монументалност и епиталамски карактер сликарства.
Уметнички рад је трајао до 2004. године када је била принуђена да престане због проблема са видом.
Зденка Живковић преминула је 8. априла 2011. године у Београду у 89. години живота.

## Чешко друштво
Одмах после Другог светског рата Чешко друштво наставља рад, а Зденка се поново прикључује Чехословачкој омладини. Током наредних година била је заузета својом професијом, па је у чешко друштво долазила повремено, да би око 1985. године постала редовни члан. Са мањом групом Чеха из Београда успела је да одржи чешку искру од 1990. до 2000. године. Најзаслужнија је за обнављање активности друштва, па тако 2002-ге године организује запажену изложбу Чешка основна школа Масарикова у Београду између два Светска рата.

## Породица
Супруг Бранислав Живковић стручњак за фреско сликарство, и синови Јан и Горан.

## Изложбе
- 1954. Човек, природа и предмети на фрескама Богородице Љевишке у Призрену, Београд (Уметнички павиљон на Калемегдану) - Ауторска изложба са Браниславом Живковићем
- 1955-1956. Човек, природа и предмети, Француска: Париз (Југословенска галерија), Колмар, Тулуз, Лион, Марсеј, Поатје, Стразбур, Тур, Гренобл, Перпињан, Безансон, Лиу, Рему, Ару, Ница - Ауторска изложба са Браниславом Живковићем
- 1954-1956. Човек, природа и предмети	Немачка: Бон (амбасада ФНРЈ и Институт историје уметности), Дуисбург, Берлин, Реклингхаузен, Штутгарт, Гетинген, Марбург - Ауторска изложба са Браниславом Живковићем
- 1956. Човек, природа и предмети, Финска: Турку, Тампере - Ауторска изложба са Браниславом Живковићем
- 1956. Човек, природа и предмети, Данска: Архус - Ауторска изложба са Браниславом Живковићем
- 1956. Човек, природа и предмети (у организацији А. Ф. Кеј) Канада: Винипег, Рижајни, Калгери, Саскатун, Ванкувер, Викторија - Ауторска изложба са Браниславом Живковићем
- 1956. Човек, природа и предмети (у организацији Америчке федерације – АФА) САД: Охајо, Илиноис (на државном и Колумбус Универзитету), Рокфорд уметничка фондација, Сан Франциско и у Државни универзитет Ајове - Ауторска изложба са Браниславом Живковићем
- 1956. Сеоски надгробни споменици (из Ариља и околине), Француска: ПаризСамост - Самостална ауторска изложба
- 1957.	Човек, природа и предмети, Индија: Њу Делхи, Калкута - Ауторска изложба са Браниславом Живковићем
- 1958.	Човек, природа и предмети, Јапан: Камакура, Кокура, Осака, Каруми, Нагаја - Ауторска изложба са Браниславом Живковићем
- 1961.	Човек, природа и предмети, Пољска: Краков, Варшава, Познањ - Ауторска изложба са Браниславом Живковићем
- 1961.	Човек, природа и предмети, Норвешка: Берген, Осло, Ставангер - Ауторска изложба са Браниславом Живковићем
- 1962.	Човек, природа и предмети, Швајцарска: Женева, Цирих - Ауторска изложба са Браниславом Живковићем
- 1962.	Човек, природа и предмети, Праг, Чехословачка - Ауторска изложба са Браниславом Живковићем
- 1965.	Човек, природа и предмети, Сарајево - Ауторска изложба са Браниславом Живковићем
- 1966.	Човек, природа и предмети, Бања Лука - Ауторска изложба са Браниславом Живковићем
- 1986.	Сопоћански анђели, Галерија фресака, Београд - Самостална ауторска изложба
- 1969.	Копије и репродукције ремек дела европске уметности, Каиро
- 1970.	Уметност у свету у 1200 години, Њујорк, Метрополитн музеј
- 1994.	Копије фресака: поводом 15 година рада школе старих сликарских техника, Педагошки музеју у Београду - Самостална ауторска изложба
- 9-19 1999. новембар Фреске са манастирских зидова, Београд Галерија Сингидунум - Самостална ауторска изложба
- 7-30. децембар 1999. Раваница Љевишка, Сопоћани, Градац, Манасија, Пећка патријаршија, Нови Сад - ауторска изложба Поводом 50 год. рада
- 1999-2000. Сеоски надгробни споменици, Београд и Нови Сад - Самостална ауторска изложба
- 2000.	Изложба копија фресака Зденке Живковић, Галерија Прогрес - ауторска изложба

## Награде
- Награда Друштва конзерватора Србије, 1982.
- УЛУПУДС-ова награда за животно дело, 1987.
- Повеља Савеза друштва конзерватора Југославије
- Медаља Савеза друштва конзерватора Југославије.